# Sankt Clara Kloster

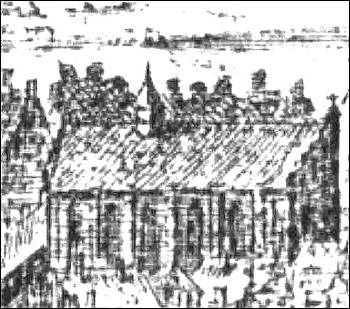
Sankta Clara Kloster på kopparstick av Jan Dircksen efter Johan Classzen van Wijcks försvunna Københavnsprospekt från 1611

Sankt Clara Kloster var ett nunnekloster i Köpenhamn som tillhörde gråbrödernas systerorden klarisseorden. Det låg vid vad som idag är hörnet av Møntergade och Gammel Mønt på mark som tidigare varit Köpenhamns slotts köksträdgård. Det grundades 1497 av kung Hans och drottning Kristina av Sachsen och stod klart 1505. Klostret upplöstes 1536 i samband med reformationen i Danmark.
Den danska kronan övertog fastigheten och använde delar av den för mynttillverkning fram till 1543. Klosterkyrkan användes under en kort tid, 1574–1585, av stadens tyska församling, innan denna flyttade till Sankt Petri Kirke. Därefter användes kyrkobyggnaden som gjethus för gjutning av kyrkklockor och kanoner. Delar av klosterbyggnaderna revs 1610 och fortfarande 1615–1616 transporterades stora mängder bort därifrån. De sista byggnaderna försvann på 1620-talet och platsen fick namnet Klareboderne efter klostret.
Det finns endast få och osäkra arkeologiska fynd ifrån Sankt Clara Kloster. Området totalsanerades 1906, då alla byggnader öster om Gammel Mønt revs och gatunätet ändrades inför anläggandet av Christian IX.s Gade. Då hittades rester av myntmästaren Poul Fechtels bostäder för fattiga, så kallade själabodar, som denne hade låtit uppföra före 1570, samt grunder av klostrets norra och östra flyglar. Den östra flygelns fundament kunde grävas fram i hela sin längd, medan beträffande den norra flygeln, som varit kyrkan, enbart rester återfanns av den östra ände. Historikern och amatörarkeologen Holger Utke Ramsing (1868–1946), som deltog i utgrävningarna, ansåg att klostret bestod av fyra sammanhängande längor, men detta är inte belagt. 
Sankt Clara Kloster nämns i romanen Kungens fall av Nobelpristagaren i litteratur Johannes V. Jensen, (kapitlet “Forårs smerte”): "Skråt overfor klosteret ligger Mendel Speyers hus, hvor hovedpersonens store kærlighed, Susanna, bor."